# Assises sanglantes

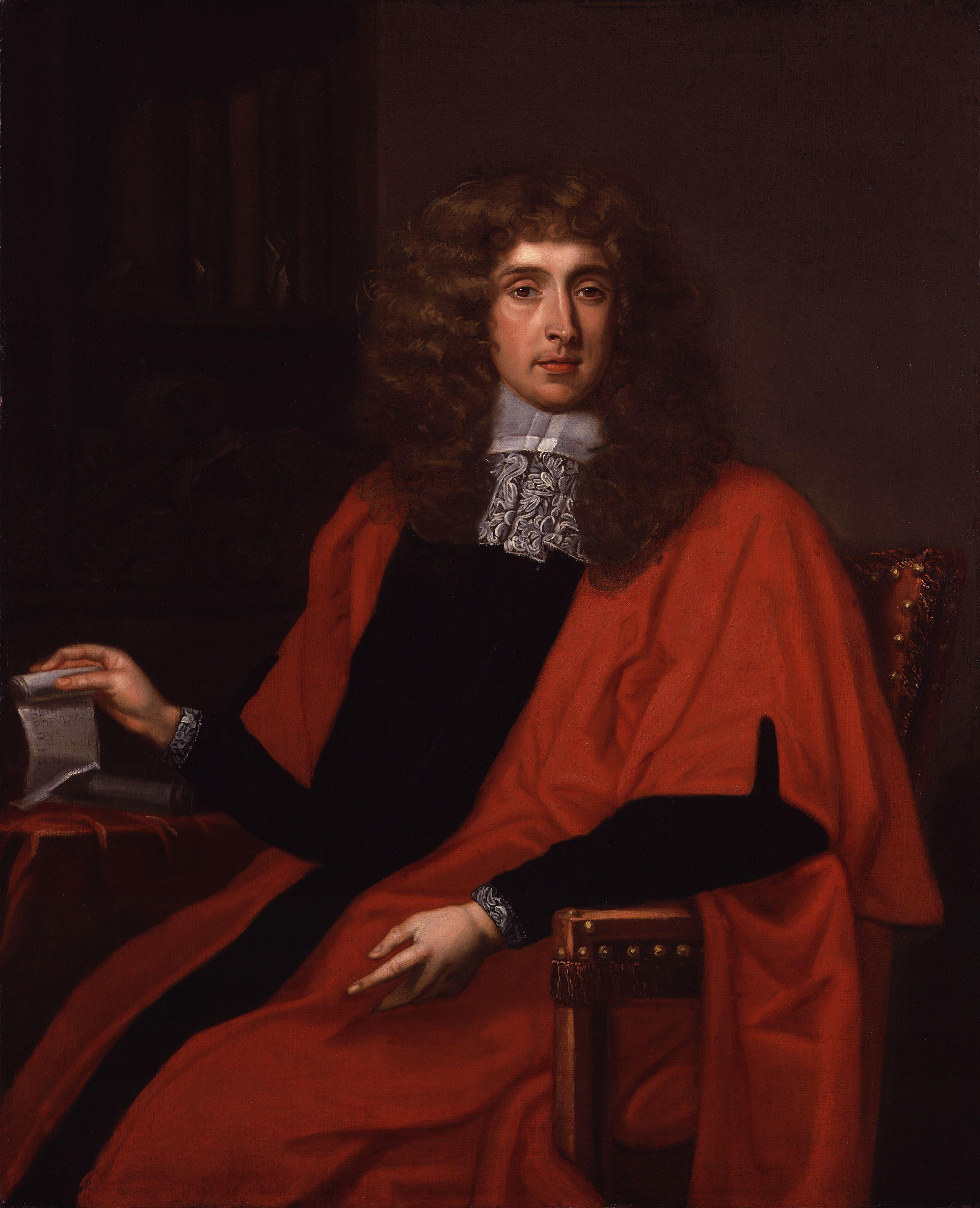
Le juge Jeffreys.

Les Assises sanglantes (Bloody Assizes) sont une série de procès qui débutèrent le 26 août 1685 à Winchester, quelques semaines après la bataille de Sedgemoor qui mit fin à la rébellion de Monmouth.
Cinq juges furent désignés : William Montague (Lord Chief Baron of the Exchequer), Robert Wright, Francis Wythens, (Justice of the King's Bench), Creswell Levinz (Justice of the Common Pleas) et Henry Pollexfen, dirigés par le Lord Chief Justice George Jeffreys.
Plus de 1 000 rebelles attendaient le début des Assises en prison. Le premier procès notable fut celui d’une vieille dame de haut rang nommée Dame Alice Lyle. Elle fut jugée coupable à contrecœur par le jury et fut condamnée au bûcher, la loi ne faisant aucune distinction entre les meneurs et les menés en cas de trahison. La sentence, commuée en décapitation, fut appliquée sur la place du marché de Winchester le 2 septembre 1685.
Quittant Winchester, la cour parcourut le West Country, passant par Salisbury, Dorchester et Taunton avant de terminer son voyage à Wells le 23 septembre. Plus de 1 400 prisonniers furent jugés et la plupart furent condamnés à mort, mais seulement 300 environ furent pendus ou pendus, traînés et écartelés. Les Assises de Taunton eurent lieu dans la grande salle du château de Taunton. Plus de 500 prisonniers y furent jugés les 18 et 19 septembre, dont 144 furent pendus. Leurs restes furent exposés dans tout le pays pour servir d'exemple.
Entre 800 et 850 hommes furent déportés dans les Antilles où ils avaient plus de valeur vivants, en tant que main-d’œuvre bon marché, que morts. D'autres furent emprisonnés en attente d'un jugement approfondi, mais beaucoup succombèrent au typhus avant cela. Une femme nommée Elisabeth Gaunt fut la dernière femme brûlée vive en Angleterre pour des raisons politiques.
Jeffreys retourna à Londres après les Assises pour rendre son rapport au roi Jacques II. Celui-ci le récompensa en faisant de lui le Lord Chancellor « pour les nombreux et fidèles services rendus à la Couronne », alors qu'il n'était âgé que de quarante ans. Les Assises valurent à Jeffreys le surnom de « juge des gibets » (hanging judge).